# ناوگان ششم ایالات متحده آمریکا
ناوگان ششم ایالات متحده آمریکا (انگلیسی: United States Sixth Fleet) ناوگانی شماره‌گذاری شده از نیروی دریایی ایالات متحده آمریکا است که به‌عنوان بخشی از نیروهای دریایی ایالات متحده اروپا و آفریقا فعالیت می‌کند. ستاد ناوگان ششم در فعالیت پشتیبانی دریایی ناپل، ایتالیا مستقر است. مأموریت رسمی اعلام شده ناوگان ششم در سال ۲۰۱۱ شامل «طیف گسترده‌ای از عملیات دریایی و ماموریت‌های همکاری امنیتی در صحنه نبرد را با هماهنگی ائتلاف، به‌طور مشترک، بین سازمانی و سایر طرف‌ها، به منظور پیشبرد امنیت و ثبات در اروپا و آفریقا انجام می‌دهد.» فرمانده فعلی ناوگان ششم، دریاسالار جفری تی. اندرسون است.
ناوگان ششم در فوریه ۱۹۵۰ با طراحی مجدد ناوگان ششم سابق، که به نوبه خود طراحی مجدد نیروهای دریایی ایالات متحده، مدیترانه در سال ۱۹۴۸ بود، تأسیس شد. از آن زمان، این ناوگان به‌طور مداوم در امور جهانی در اطراف مدیترانه و گاهی اوقات، در مناطق دورتر، درگیر بوده است. این ناوگان در رزمایش‌های دریایی متعدد ناتو، مداخله ایالات متحده در لبنان در سال ۱۹۵۸ رویارویی با شوروی در طول جنگ یوم کیپور (که با نام جنگ اکتبر نیز شناخته می‌شود) در سال ۱۹۷۳، پاکسازی کانال سوئز پس از سال ۱۹۷۳، چندین رویارویی با لیبی در دهه ۱۹۸۰ (از جمله عملیات دره الدورادو) و حفظ نیروهای ویژه در دریای آدریاتیک در طول جنگ‌های یوگسلاو سابق در دهه ۱۹۹۰ مشارکت داشت. این ناوگان همچنین در طول جنگ داخلی لیبی (۲۰۱۱)، دوباره حملات هوایی به لیبی انجام داد.